# Campeonato Paulista de Futebol de 1995 - Série A2
O Campeonato Paulista de Futebol de 1995 - Série A2 foi a 49.ª edição da competição de futebol promovida pela Federação Paulista de Futebol e equivaleu ao segundo nível do futebol do estado de São Paulo.

## Premiação
| Campeonato Paulista de 1995 - Primeira Divisão |
| ---------------------------------------------- |
| Mogi Mirim Campeão (2º título)                 |